# Snowbasin

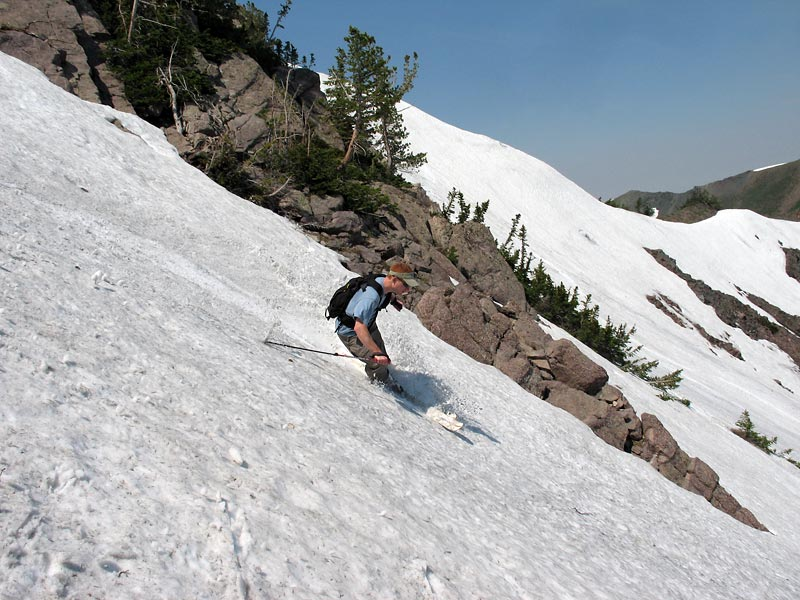
Skidåkning i juni

Snowbasin är en av de äldsta skidorterna i USA. Den öppnades 1939 och ligger på berget Mount Ogden i Huntsville i närheten av Ogden, Utah. Under de första 50 åren så växte Snowbasin väldigt lite. Efter investeringar av ägaren Earl Holding för att förbättra skidliftarna och snön, var Snowbasin en av arenorna vid OS 2002 i Salt Lake City. 
Snowbasin består av 12 liftar, 104 backar och området täcker 11 km².